# Война всех против всех
Война всех против всех (лат. Bellum omnium contra omnes) — понятие социальной философии Томаса Гоббса, описывающее естественное состояние общества до заключения «общественного договора» и образования государства.
Для обоснования своих представлений о государстве Гоббс прибегает к уже испытанному приёму изображения «естественного состояния». В нём все люди равны, и каждый руководствуется своими потребностями и интересами. Человек эгоистичен, он наделён сильными страстями, желает власти, богатства, наслаждений. Принцип его поведения предельно прост: человек стремится получить как можно больше благ и избежать страданий. Свобода человека: каждый имеет право на всё, даже на жизнь другого человека. Это ведет к постоянным конфликтам, к невозможности обеспечить общественное благо и уберечься от зла. Так возникает война всех против всех.
Впервые введено в трактате «Левиафан»: Я доказываю, во-первых, что состояние людей без гражданского общества (состояние, которое мы можем правильно назвать естественным состоянием) есть не что иное, как простая война всех против всех; и в этой войне все люди имеют равные права на все.
Существует точка зрения, что источником данного понятия для Гоббса был опыт Гражданской войны в Англии.